# Бойко, Роман Степанович
Бойко Роман Степанович (род. 11 мая 1977 года; п. Пристань-Пржевальск, Иссык-Кульская обл., Киргизская ССР, СССР) — российский государственный и политический деятель. Начальник Главного управления МЧС России по Еврейской автономной области с июня 2016 года по сентябрь 2021 года. Председатель Законодательного Собрания Еврейской автономной области VII созыва с 2021 года.

## Биография
Окончил Амурскую государственную медицинскую академию в 2000 году по специальности «Лечебное дело». В 2001 году начал работать интерном в Сахалинской областной больнице. В том же году назначен на должность хирурга в Константиновской центральной районной больнице, где проработал шесть лет.
В 2007 году перешёл на службу в МЧС России сначала в Амурской области, затем в Хабаровском крае. С 2010 по 2014 год возглавлял службу медицинской защиты управления Дальневосточного регионального центра по делам ГО, ЧС и ликвидации последствий стихийных бедствий. В 2012 году окончил РАНХиГС по специальности «Государственное и муниципальное управление».
В 2014 году назначен первым заместителем начальника, 17 июня 2016 года — врио начальника и 26 июня 2016 года — начальником ГУ МЧС России по ЕАО.
На выборах депутатов Законодательного Собрания Еврейской автономной области VII созыва по Октябрьскому одномандатному округу набрал более 73% голосов избирателей. 29 сентября 2021 года тайным голосованием был избран председателем Законодательного Собрания Еврейской автономной области. На этом посту он сменил Любовь Павлову, которая руководила областным парламентом с 2016 года.